# Ami caxiuana
Ami caxiuana là một loài nhện trong họ Theraphosidae.
Loài này thuộc chi Ami. Ami caxiuana được miêu tả năm 2008 bởi Pérez-Miles, Miglio & Bonaldo.